# Fiyi en los Juegos Olímpicos de México 1968
Fiyi estuvo representado en los Juegos Olímpicos de México 1968 por un deportista masculino que compitió en atletismo.
El equipo olímpico fiyiano no obtuvo ninguna medalla en estos Juegos.